# Liste der Monuments historiques in Bazancourt (Oise)
Die Liste der Monuments historiques in Bazancourt (Oise) führt die Monuments historiques in der französischen Gemeinde Bazancourt auf.

## Liste der Objekte
| Bezeichnung        | Beschreibung          | Standort                    | Kennzeichnung | Schutzstatus | Datum | Bild |
| ------------------ | --------------------- | --------------------------- | ------------- | ------------ | ----- | ---- |
| Lesepult mit Adler | Holz, 17. Jahrhundert | in der Kirche St-Symphorien | PM60000078    | Classé       | 1912  |      |